# Orecchietti
Orecchietti, född 14 juni 2007 på Menhammar stuteri i Ekerö i Stockholms län, är en svensk varmblodig travhäst. Han tränades av Stefan Hultman och kördes av Örjan Kihlström.
Oreechietti tävlade åren 2010–2016 och sprang in 4,3 miljoner kronor på 43 starter varav 19 segrar, 2 andraplatser och 4 tredjeplatser. Under säsongen 2015 gjorde han dock inte någon start på grund av skador. Han tog karriärens största segrar i E3-revanschen (2010), Fyraåringseliten (2011), Sprintermästaren (2011), Årjängs Stora Sprinterlopp (2012) och Gulddivisionen (okt 2013, juli 2014). Han kom även på tredjeplats i Årjängs Stora Sprinterlopp (2013).